# Maria Elisabeth in Bayern

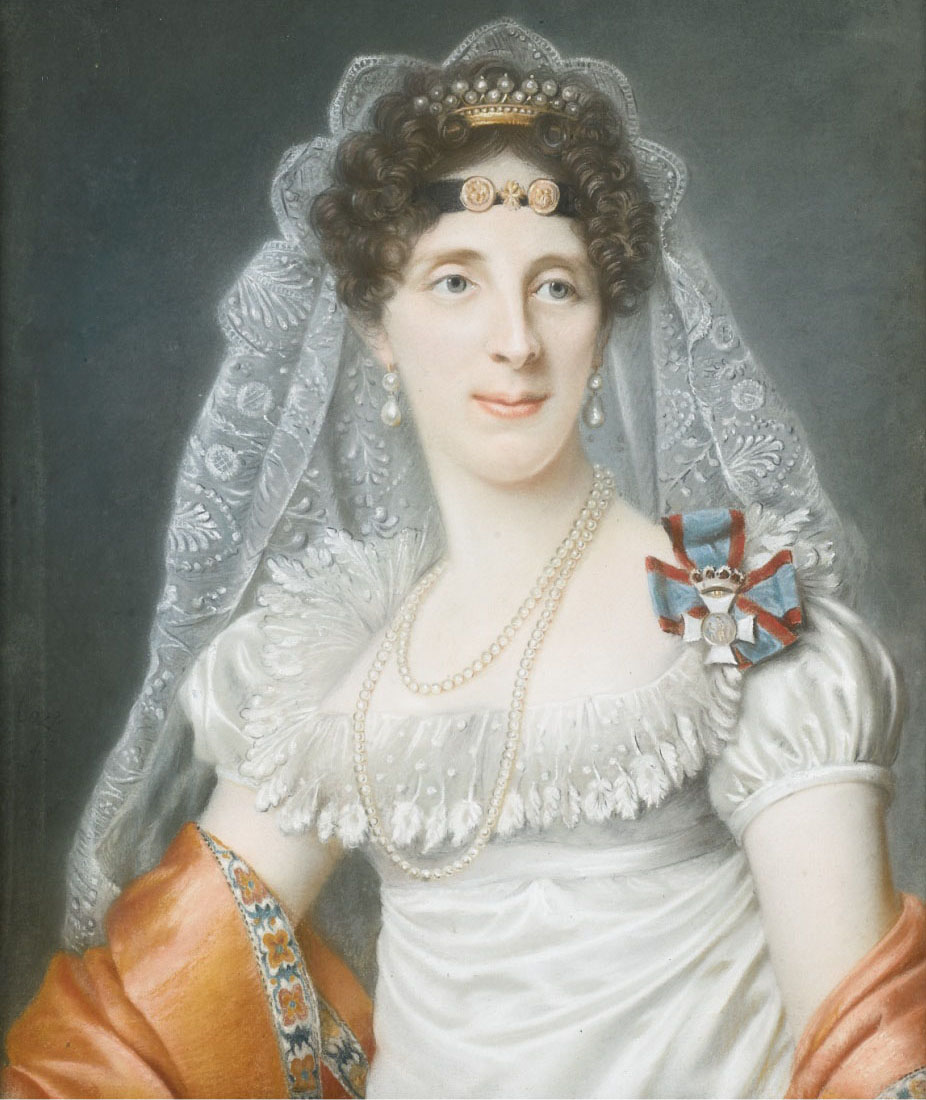

Maria Elisabeth Amalie Franziska in Bayern (* 5. Mai 1784 in Landshut; † 1. Juni 1849 in Paris) war eine Herzogin in Bayern und durch Heirat Fürstin von Wagram und Herzogin von Neuchâtel.

## Leben
Maria Elisabeth war eine Tochter des Herzogs Wilhelm in Bayern (1752–1837) aus dessen Ehe mit Maria Anna (1753–1824), Tochter des Pfalzgrafen und Herzogs Friedrich Michael von Zweibrücken-Birkenfeld und Schwester des nachmaligen Königs von Bayern Maximilian I. Joseph. Kurzzeitig war Maria Elisabeth als Braut des Kaisers Franz II. im Gespräch.
Sie heiratete am 9. März 1808 den französischen Marschall Louis-Alexandre Berthier (1753–1815), Fürst von Wagram und Herzog von Neuchâtel. Die Vermählung war auf ausdrücklichen Wunsch Kaiser Napoleons I. zu Stande gekommen. König Maximilian Joseph wies dem Paar die Neue Residenz in Bamberg für ihre Hofhaltung zu. Nach dem Sturz Napoleons verlor das Paar das souveräne Fürstentum Neuchâtel, behielt aber alle anderen Würden. Maria Elisabeths Ehemann stürzte am 1. Juni 1815 aus einem Fenster im 2. Stock der Kaiserappartements der ehemaligen fürstbischöflichen Residenz rund 20 Meter tief auf die Residenzstraße und starb („Bamberger Fenstersturz“). Dort befindet sich ihm zu Gedenken eine Tafel. Berthiers Ende kann ebenso gut ein Unfall wie ein Freitod gewesen sein. Gerüchten zufolge soll Berthier von sechs maskierten Männern getötet worden sein, die ihn hinauswarfen.
Maria Elisabeth starb am 1. Juni 1849 in Paris. Ihre sterblichen Überreste wurden in Boissy-Saint-Léger bestattet.

## Nachkommen
Aus ihrer Ehe hatte Maria Elisabeth folgende Kinder:
- Napoléon Alexandre (1810–1887), 2. prince de Wagram

⚭ 1831 Zénaïde Françoise Clary (1812–1884)
- Caroline Joséphine (1812–1905)

⚭ 1832 Baron Alphonse Napoléon d’Hautpoul (1806–1889)
- Marie Anne Wilhelmine Alexandrine Elisabeth (1816–1878)

⚭ 1834 Jules Lebrun, duc de Plaisance (1811–1872)